# Teofil Merunowicz
Teofil Merunowicz (1846 Lvov – 11. prosince 1919 Lvov) byl rakouský novinář a politik polské národnosti z Haliče, na konci 19. a počátku 20. století poslanec Říšské rady.

## Biografie
Spolupracoval s četnými periodiky v Haliči. Přispíval do listů Gazeta Narodowa, Głos Narodu, Gazeta Lwowska. Psal i do vídeňských novin. Publikoval politické úvahy o židovské a ukrajinské otázce v Haliči, o stavu průmyslu, obecní samosprávě a volebním systému. V letech 1893–1895 byl prvním předsedou Svazu polských novinářů ve Lvově.
Byl aktivní politicky. V letech 1881–1907 byl poslancem Haličského zemského sněmu, kde zastupoval Demokratický klub. V 90. letech se zapojil i do celostátní politiky. Ve volbách do Říšské rady roku 1897 byl zvolen v kurii venkovských obcí, obvod Lvov, Grodek atd. Mandát pak obhájil za týž obvod i ve volbách do Říšské rady roku 1901. K roku 1901 se profesně uvádí jako novinář a zemský poslanec.